# セイバーメトリクス
セイバーメトリクス（英語: SABRmetrics, 一般にSabermetrics）とは、野球においてデータを統計学的見地から客観的に分析し、選手の評価や戦略を考える分析手法である。

## 概要
セイバーメトリクスとは、野球ライターで野球史研究家・野球統計の専門家でもあるビル・ジェームズ（George William “Bill” James, 1949年 - ）によって1970年代に提唱されたもので、アメリカ野球学会の略称SABR (Society for American Baseball Research) と測定基準 (metrics) を組み合わせた造語である。ジム・アルバート、ジェイ・ベネットが著した『メジャーリーグの数理科学（原題Curve Ball  ）』はセイバーメトリクスについてわかりやすく解説している。
野球には、様々な価値基準・指標が存在するが、セイバーメトリクスではこれらの重要性を数値から客観的に分析した。それによって野球における采配に統計学的根拠を与えようとした。しかし、それは野球を知っているものならば常識であるはずのバント・盗塁の効力を否定するなど、しばしば野球の従来の伝統的価値観を覆すものであると同時に、ジェームズ自身が本格的に野球をプレーした経験がなく、無名のライターに過ぎなかったこともあって当初は批判的に扱われた。アメリカでは人種、素行、年齢、身体能力などで不当な評価であった選手を数字という色眼鏡で見ることがなく選手個人の能力を判断すること可能になった。例えば下手投げで当時の首脳陣からチャド・ブラッドフォードは評価されなかったが、セイバーメトリクスから見てその能力が認められた。
セイバーメトリクスの観点においては「アウトを取られなければ試合が終わらない」という考えから出塁率が重視され、最初は懐疑的に見ていた提唱者のジェームズも、後にDIPSを重視するに至っている。
2000年代、オークランド・アスレチックスのゼネラルマネージャービリー・ビーンは球団の資金力がないなかでセイバーメトリクスを重視したチーム編成を敢行し成功を収めた。また、その改革を描いたノンフィクション小説及びその映画化作品はいずれもヒットし、この概念の普及に一役を買った。
メジャーリーグは、公式記録にセイバーメトリクスに基づく指標を複数使用している。その他、アメリカの主要なスポーツメディアが、セイバーメトリクスの各種の指標を選手成績として公表している。
ジェームズは『Bill James Online』にて意見を発信しており、2017年9月には「Final Report on the 50 True Superstars Project」（仮題：本物のスーパースター50選企画の総括報告）と題したMLBの歴代トップ50プレーヤーを発表している。日本人選手ではイチローが17位に入った。

## セイバーメトリクスによるチーム戦略
野球は27個アウトを取られなければ試合が終わらないスポーツと定義し、アウトを消費する間に奪う得点を最大化することに注力している。そのため、野手の場合打率、打点という従来の指標は評価が低く、長打率、出塁率と言った指標が優先される。投手の場合は防御率、被安打率よりも奪三振率や与四球の少なさを優先し、運に大きく左右される要素は省き、本人の能力によるものが重視される。また、バントや盗塁という従来重視された戦術も重きを置かなくなっている。

## 日本におけるセイバーメトリクス
日本球界では千葉ロッテや日本ハムのように指標として導入した球団があるものの、全体としては定着しているとは言いがたい。。
セイバーメトリクスの専門家が「セイバー的には送りバントは勝ちにつながる作戦とはいえない」と指摘した際、「そうなんですか！」と驚いた解説者もいたといい、このような現状を「日本の野球界は精神論を重視し、セイバーメトリクスのもたらした野球の価値観の変化を受け入れられておらず、ガラパゴス化が進んでいる」と批判的に見る向きもある。
阪神タイガース、オリックス・バファローズの監督に就任した岡田彰布は、セイバーメトリクスに近い考え方をベースとしたチーム作りを行っているとされる。ただし、本人はセイバーメトリクスは後から知ったもので、自分が実践した野球が「少し、セイバーメトリクスを使った野球に重なっていた」と記している。
今浪隆博はセイバーの観点上非合理とされる送りバントを多用するチームや選手が依然としてNPBに多い(2024年シーズン時点)理由として、送りバントのサインも出ていないのに選手が自主的に行っているパターンがあると指摘している。
また、今浪自身の現役の時はセイバーの指標が年俸に影響したことはなく、2024年シーズン終了時点でもセイバーの指標が評価項目として契約に関係することはないと断言しており、あくまでもセイバーの指標を議題に持っていくのは少しでも高い年俸が欲しい選手であって少しでも安く契約したい球団側ではないと断りを入れている。今浪はまた、あくまでも契約更改において重要なのは表彰の対象となる打者・投手三冠などの主要タイトルであると結論付けており、OPSなどのセイバーの指標の読み取り方は結局は現在(2024年12月時点)軟式実業団の監督をしている自身ですらもよくわからないとしている。

## 批判
セイバーメトリクスがメジャーリーグで普及したことで、データ偏重となったことに対して、元メジャーリーガーのイチローや松井秀喜は「退屈な野球」として批判している。

アスレチックスも、プレーオフは勝ち抜けておらず、セイバーメトリクスが短期決戦では効果が薄い、という意見がある。また、有望若手選手の積極起用を行うため、全体としての経験不足を露呈してしまうことになる。さらに若手選手が成長しても、今度は彼らに対して高額年俸を支払う余裕がないため移籍を許すという悪循環に陥ってしまう。

## 大衆文化への波及
セイバーメトリクスがより広く知られる契機に小説その他のメディアがある。
- 小説 『マネー・ボール』
- 同書を映画化した『マネーボール』

### 関連書籍
発行年準備。
- Bill James (2001). The New Bill James Baseball Abstract. copyright 2001. paperback edition 2003, Free Press. ISBN 0743227220
- J・アルバート、J・ベネット『メジャーリーグの数理科学』 後藤寿彦 監修、加藤貴昭 訳（シュプリンガーフェアラーク東京=現・シュプリンガー・ジャパン株式会社〈シュプリンガー数学リーディングス〉、2004年）
  - 上巻、ISBN 4-431-71016-7
  - 下巻、ISBN 4-431-71017-5

上記の原書
1. Albert, J.; Bennett, J. (2001). Curve Ball: Baseball, Statistics, and the Role of Chance in the Game. Springer-Verlag（英語） New York, LLC. ISBN 0387988165
2. Albert, J. Bennett, J. (2003). Curve Ball: Baseball, Statistics, and the Role of Chance in the Game. Represent. 2003 Edition.（復刻改版）Springer-Verlag New York, LLC. ISBN 038700193X

- マイケル・ルーイス『マネー・ボール—奇跡のチームをつくった男』中山宥 訳、二宮清純 解説（ランダムハウス講談社、2004年）ISBN 4-270-00012-0
- Baseball Prospectus Team of Experts; Keri, J.; Click, J. (2006). Baseball Between the Numbers: Why Everything You Know About the Game Is Wrong. The Perseus Books Group. ISBN 0465005969
- データスタジアム 編『野球の見方が180度変わるセイバーメトリクス』（宝島社、2008年）ISBN 4796662685